# (7014) Nietzsche
(7014) Nietzsche ist ein Asteroid des Hauptgürtels, der am 3. April 1989 vom belgischen Astronomen Eric Walter Elst am La-Silla-Observatorium (Sternwarten-Code 809) der Europäischen Südsternwarte in Chile entdeckt wurde.
Der Asteroid ist nach dem deutschen Klassischen Philologen und Philosophen Friedrich Nietzsche (1844–1900) benannt, dessen in den Jahren 1883–1885 entstandenes dichterisch-philosophisches Werk Also sprach Zarathustra von den meisten als sein Hauptwerk angesehen wird.